# CETRIS
CETRIS är ett ledningssystem som tillverkas av Saab AB i Järfälla. Cetris finns i dagsläget på korvetter av Stockholmsklassen och Visbyklassen samt HMS Carlskrona (P04) och HMS Trossö (A264) där man kontrollerar och övervakar delar av luftförsvarssystemen, ubåtsjaktsystemen, robotsystemen, torpedsystemen och sambandssystemen. Varje fartyg har ett antal konsoler som är ihopkopplade i ett nätverk och vilken operatör som helst kan sätta sig vid valfri konsol och lösa sin uppgift därifrån vilket gör systemet unikt.